# Selecció de futbol d'Indonèsia
La Selecció de futbol d'Indonèsia és la representant nacional d'aquest país en la competicions oficials de futbol. És controlada per l'Associació de Futbol d'Indonèsia (Persatuan Sepakbola Seluruh Indonesia, en indonesi), pertanyent a l'AFC.

## Participacions en la Copa del Món
Indonèsia només ha participat en una fase final de la Copa del Món de Futbol, l'any Mundial de França de 1938, quan el país eren les Índies Orientals Neerlandeses. En aquella ocasió, només va jugar un partit i el va perdre.

### Resum d'actuacions
| Historial a la Copa del Món       | Historial a la Copa del Món                 | Historial a la Copa del Món                 | Historial a la Copa del Món                 | Historial a la Copa del Món                 | Historial a la Copa del Món                 | Historial a la Copa del Món                 | Historial a la Copa del Món                 | Historial a la Copa del Món                 |                                   |                                   |                                   |                                   |                                   |                                   |                                   |
| Edició                            | Ronda                                       | Posició                                     | PJ                                          | PG                                          | PE                                          | PP                                          | GF                                          | GC                                          |                                   |                                   |                                   |                                   |                                   |                                   |                                   |
| Com Índies Orientals Neerlandeses | Com Índies Orientals Neerlandeses           | Com Índies Orientals Neerlandeses           | Com Índies Orientals Neerlandeses           | Com Índies Orientals Neerlandeses           | Com Índies Orientals Neerlandeses           | Com Índies Orientals Neerlandeses           | Com Índies Orientals Neerlandeses           | Com Índies Orientals Neerlandeses           | Com Índies Orientals Neerlandeses | Com Índies Orientals Neerlandeses | Com Índies Orientals Neerlandeses | Com Índies Orientals Neerlandeses | Com Índies Orientals Neerlandeses | Com Índies Orientals Neerlandeses | Com Índies Orientals Neerlandeses |
| --------------------------------- | ------------------------------------------- | ------------------------------------------- | ------------------------------------------- | ------------------------------------------- | ------------------------------------------- | ------------------------------------------- | ------------------------------------------- | ------------------------------------------- | --------------------------------- | --------------------------------- | --------------------------------- | --------------------------------- | --------------------------------- | --------------------------------- | --------------------------------- |
| 1930                              | No hi participà                             | No hi participà                             | No hi participà                             | No hi participà                             | No hi participà                             | No hi participà                             | No hi participà                             | No hi participà                             |                                   |                                   |                                   |                                   |                                   |                                   |                                   |
| 1934                              | No hi participà                             | No hi participà                             | No hi participà                             | No hi participà                             | No hi participà                             | No hi participà                             | No hi participà                             | No hi participà                             |                                   |                                   |                                   |                                   |                                   |                                   |                                   |
| 1938                              | Primera fase                                | 15s                                         | 1                                           | 0                                           | 0                                           | 1                                           | 0                                           | 6                                           |                                   |                                   |                                   |                                   |                                   |                                   |                                   |
| Com Indonesia                     |                                             |                                             |                                             |                                             |                                             |                                             |                                             |                                             |                                   |                                   |                                   |                                   |                                   |                                   |                                   |
| 1950                              | Abandonà                                    | Abandonà                                    | Abandonà                                    | Abandonà                                    | Abandonà                                    | Abandonà                                    | Abandonà                                    | Abandonà                                    |                                   |                                   |                                   |                                   |                                   |                                   |                                   |
| 1954                              | No hi participà                             | No hi participà                             | No hi participà                             | No hi participà                             | No hi participà                             | No hi participà                             | No hi participà                             | No hi participà                             |                                   |                                   |                                   |                                   |                                   |                                   |                                   |
| 1958                              | Abandonà durant la classificació            | Abandonà durant la classificació            | Abandonà durant la classificació            | Abandonà durant la classificació            | Abandonà durant la classificació            | Abandonà durant la classificació            | Abandonà durant la classificació            | Abandonà durant la classificació            |                                   |                                   |                                   |                                   |                                   |                                   |                                   |
| 1962                              | Abandonà                                    | Abandonà                                    | Abandonà                                    | Abandonà                                    | Abandonà                                    | Abandonà                                    | Abandonà                                    | Abandonà                                    |                                   |                                   |                                   |                                   |                                   |                                   |                                   |
| 1966                              | No hi participà                             | No hi participà                             | No hi participà                             | No hi participà                             | No hi participà                             | No hi participà                             | No hi participà                             | No hi participà                             |                                   |                                   |                                   |                                   |                                   |                                   |                                   |
| 1970                              | No hi participà                             | No hi participà                             | No hi participà                             | No hi participà                             | No hi participà                             | No hi participà                             | No hi participà                             | No hi participà                             |                                   |                                   |                                   |                                   |                                   |                                   |                                   |
| 1974                              | No es classificà                            | No es classificà                            | No es classificà                            | No es classificà                            | No es classificà                            | No es classificà                            | No es classificà                            | No es classificà                            |                                   |                                   |                                   |                                   |                                   |                                   |                                   |
| 1978                              | No es classificà                            | No es classificà                            | No es classificà                            | No es classificà                            | No es classificà                            | No es classificà                            | No es classificà                            | No es classificà                            |                                   |                                   |                                   |                                   |                                   |                                   |                                   |
| 1982                              | No es classificà                            | No es classificà                            | No es classificà                            | No es classificà                            | No es classificà                            | No es classificà                            | No es classificà                            | No es classificà                            |                                   |                                   |                                   |                                   |                                   |                                   |                                   |
| 1986                              | No es classificà                            | No es classificà                            | No es classificà                            | No es classificà                            | No es classificà                            | No es classificà                            | No es classificà                            | No es classificà                            |                                   |                                   |                                   |                                   |                                   |                                   |                                   |
| 1990                              | No es classificà                            | No es classificà                            | No es classificà                            | No es classificà                            | No es classificà                            | No es classificà                            | No es classificà                            | No es classificà                            |                                   |                                   |                                   |                                   |                                   |                                   |                                   |
| 1994                              | No es classificà                            | No es classificà                            | No es classificà                            | No es classificà                            | No es classificà                            | No es classificà                            | No es classificà                            | No es classificà                            |                                   |                                   |                                   |                                   |                                   |                                   |                                   |
| 1998                              | No es classificà                            | No es classificà                            | No es classificà                            | No es classificà                            | No es classificà                            | No es classificà                            | No es classificà                            | No es classificà                            |                                   |                                   |                                   |                                   |                                   |                                   |                                   |
| 2002                              | No es classificà                            | No es classificà                            | No es classificà                            | No es classificà                            | No es classificà                            | No es classificà                            | No es classificà                            | No es classificà                            |                                   |                                   |                                   |                                   |                                   |                                   |                                   |
| 2006                              | No es classificà                            | No es classificà                            | No es classificà                            | No es classificà                            | No es classificà                            | No es classificà                            | No es classificà                            | No es classificà                            |                                   |                                   |                                   |                                   |                                   |                                   |                                   |
| 2010                              | No es classificà                            | No es classificà                            | No es classificà                            | No es classificà                            | No es classificà                            | No es classificà                            | No es classificà                            | No es classificà                            |                                   |                                   |                                   |                                   |                                   |                                   |                                   |
| 2014                              | No es classificà                            | No es classificà                            | No es classificà                            | No es classificà                            | No es classificà                            | No es classificà                            | No es classificà                            | No es classificà                            |                                   |                                   |                                   |                                   |                                   |                                   |                                   |
| 2018                              | Desqualificats per una suspensió de la FIFA | Desqualificats per una suspensió de la FIFA | Desqualificats per una suspensió de la FIFA | Desqualificats per una suspensió de la FIFA | Desqualificats per una suspensió de la FIFA | Desqualificats per una suspensió de la FIFA | Desqualificats per una suspensió de la FIFA | Desqualificats per una suspensió de la FIFA |                                   |                                   |                                   |                                   |                                   |                                   |                                   |
| 2022                              | Pendent                                     | Pendent                                     | Pendent                                     | Pendent                                     | Pendent                                     | Pendent                                     | Pendent                                     | Pendent                                     |                                   |                                   |                                   |                                   |                                   |                                   |                                   |
| 2026                              | Pendent                                     | Pendent                                     | Pendent                                     | Pendent                                     | Pendent                                     | Pendent                                     | Pendent                                     | Pendent                                     |                                   |                                   |                                   |                                   |                                   |                                   |                                   |
| Total                             | Primera fase                                | Primera fase                                | 1                                           | 0                                           | 0                                           | 1                                           | 0                                           | 6                                           |                                   |                                   |                                   |                                   |                                   |                                   |                                   |

### França 1938

#### Vuitens de final
| Hongria                                                       | 6–0     | Índies Orientals Neerlandeses |
| ------------------------------------------------------------- | ------- | ----------------------------- |
| Kohut 13' · Toldi 15' · Sárosi 28', 89' · Zsengellér 35', 76' | Informe |                               |